# Olivier ter Horst
Olivier ter Horst (Nijmegen, 6 april 1989) is een Nederlands voormalig voetballer die als verdediger speelde.
Ter Horst speelde in de jeugd bij SBV Vitesse en PSV. Hij zat bij PSV op de bank tijdens de uitwedstrijd in de Champions League tegen Liverpool FC op 11 april 2007 (1-0 verlies), maar hij maakte nooit zijn debuut voor PSV. In de zomer van 2009 tekende hij een contract voor een jaar met een optie op nog twee jaar bij Heracles Almelo. Ter Horst debuteerde als basisspeler in de uitwedstrijd tegen N.E.C. op 27 september 2009. Hij veroorzaakte een penalty en kreeg een rode kaart.
In 2012 stapte hij over naar Helmond Sport. In 2013 ging hij zich richten op een maatschappelijke carrière en spelen bij amateurclub BVC '12. Daar stopte hij in 2017.
In 2021 begon hij met 2 anderen een sportbedrijf. Drie overdekte padelbanen onder de Oversteek, een brug over de Waal in Nijmegen.